# Tjärnmyrtjärnen (Trehörningsjö socken, Ångermanland)
Tjärnmyrtjärnen är en sjö i Örnsköldsviks kommun i Ångermanland och ingår i Lögdeälvens huvudavrinningsområde. Sjöns area är 0,012 kvadratkilometer och den befinner sig 225 meter över havet.